# Jørn Inge Tunsberg
Jørn Inge Tunsberg también conocido como Jörn Tonsberg es un guitarrista de Black Metal nacido en Noruega). En la actualidad es el guitarrista y teclista de Hades Almighty.

## Immortal
Jörn formó en 1989 la banda Amputation con el guitarrista Demonaz Doom Occulta (compañero suyo en Old Funeral).
En 1990 la banda contrató a otro miembro de Old Funeral, Abbath Doom Occulta (bajista y vocalista) y a Armagedda (batería) y cambiaron el nombre por Immortal.
Al año siguiente Jörn abandonó la banda habiendo grabado la primera demo del grupo.

## Hades Almighty
En 1992 fundó Hades Almighty. Un año más tarde fue encarcelado junto a Varg Vikernes (Burzum) por el incendio de una iglesia en Åsane.

## Discografía

### Con Hades
- ...Again Shall Be (Full Moon Productions, 1994)
- Dawn of the Dying Sun (Full Moon Productions, 1997)
- Millenium Nocturne (Hammerheart, 1999)
- The Pulse Of Decay (Psycho Bitch Records, 2001; relanzado 2004 by Dark Essence)